# Vittorio de Barbieri
Vittorio de Barbieri (Odessa, 12 marzo 1860 – Genova, 4 maggio 1943) è stato un compositore di scacchi italiano.
Visse per molto tempo in Bessarabia, dove era commerciante di cereali destinati all'Italia. Compose un migliaio di problemi, in due e soprattutto tre mosse, e circa 150 studi. Inizialmente compose soprattutto problemi, che pubblicò su varie riviste russe, tra cui Novoe Vremja di Pietroburgo, diretta da Mikhail Chigorin, Neva di Mosca, diretta da Emanuel Schiffers, Odesskij Listok, diretta da L. R. Eisenberg.
Dopo la rivoluzione bolscevica si trasferì in Italia, stabilendosi a Genova. Si dedicò da allora soprattutto alla composizione di studi. Fu direttore per molti anni della rubrica studistica de L'Italia Scacchistica. Compose alcuni studi assieme a Rinaldo Bianchetti.
Nell'esempio che segue vediamo un suo studio di patta. 
|   | a | b | c | d | e | f | g | h |   |
| 8 | c7 pedone del bianco · f7 cavallo del nero · h7 alfiere del bianco · f5 re del bianco · d3 pedone del nero · d2 pedone del bianco · e2 re del nero · f2 pedone del nero | c7 pedone del bianco · f7 cavallo del nero · h7 alfiere del bianco · f5 re del bianco · d3 pedone del nero · d2 pedone del bianco · e2 re del nero · f2 pedone del nero | c7 pedone del bianco · f7 cavallo del nero · h7 alfiere del bianco · f5 re del bianco · d3 pedone del nero · d2 pedone del bianco · e2 re del nero · f2 pedone del nero | c7 pedone del bianco · f7 cavallo del nero · h7 alfiere del bianco · f5 re del bianco · d3 pedone del nero · d2 pedone del bianco · e2 re del nero · f2 pedone del nero | c7 pedone del bianco · f7 cavallo del nero · h7 alfiere del bianco · f5 re del bianco · d3 pedone del nero · d2 pedone del bianco · e2 re del nero · f2 pedone del nero | c7 pedone del bianco · f7 cavallo del nero · h7 alfiere del bianco · f5 re del bianco · d3 pedone del nero · d2 pedone del bianco · e2 re del nero · f2 pedone del nero | c7 pedone del bianco · f7 cavallo del nero · h7 alfiere del bianco · f5 re del bianco · d3 pedone del nero · d2 pedone del bianco · e2 re del nero · f2 pedone del nero | c7 pedone del bianco · f7 cavallo del nero · h7 alfiere del bianco · f5 re del bianco · d3 pedone del nero · d2 pedone del bianco · e2 re del nero · f2 pedone del nero | 8 |
| 7 | c7 pedone del bianco · f7 cavallo del nero · h7 alfiere del bianco · f5 re del bianco · d3 pedone del nero · d2 pedone del bianco · e2 re del nero · f2 pedone del nero | c7 pedone del bianco · f7 cavallo del nero · h7 alfiere del bianco · f5 re del bianco · d3 pedone del nero · d2 pedone del bianco · e2 re del nero · f2 pedone del nero | c7 pedone del bianco · f7 cavallo del nero · h7 alfiere del bianco · f5 re del bianco · d3 pedone del nero · d2 pedone del bianco · e2 re del nero · f2 pedone del nero | c7 pedone del bianco · f7 cavallo del nero · h7 alfiere del bianco · f5 re del bianco · d3 pedone del nero · d2 pedone del bianco · e2 re del nero · f2 pedone del nero | c7 pedone del bianco · f7 cavallo del nero · h7 alfiere del bianco · f5 re del bianco · d3 pedone del nero · d2 pedone del bianco · e2 re del nero · f2 pedone del nero | c7 pedone del bianco · f7 cavallo del nero · h7 alfiere del bianco · f5 re del bianco · d3 pedone del nero · d2 pedone del bianco · e2 re del nero · f2 pedone del nero | c7 pedone del bianco · f7 cavallo del nero · h7 alfiere del bianco · f5 re del bianco · d3 pedone del nero · d2 pedone del bianco · e2 re del nero · f2 pedone del nero | c7 pedone del bianco · f7 cavallo del nero · h7 alfiere del bianco · f5 re del bianco · d3 pedone del nero · d2 pedone del bianco · e2 re del nero · f2 pedone del nero | 7 |
| 6 | c7 pedone del bianco · f7 cavallo del nero · h7 alfiere del bianco · f5 re del bianco · d3 pedone del nero · d2 pedone del bianco · e2 re del nero · f2 pedone del nero | c7 pedone del bianco · f7 cavallo del nero · h7 alfiere del bianco · f5 re del bianco · d3 pedone del nero · d2 pedone del bianco · e2 re del nero · f2 pedone del nero | c7 pedone del bianco · f7 cavallo del nero · h7 alfiere del bianco · f5 re del bianco · d3 pedone del nero · d2 pedone del bianco · e2 re del nero · f2 pedone del nero | c7 pedone del bianco · f7 cavallo del nero · h7 alfiere del bianco · f5 re del bianco · d3 pedone del nero · d2 pedone del bianco · e2 re del nero · f2 pedone del nero | c7 pedone del bianco · f7 cavallo del nero · h7 alfiere del bianco · f5 re del bianco · d3 pedone del nero · d2 pedone del bianco · e2 re del nero · f2 pedone del nero | c7 pedone del bianco · f7 cavallo del nero · h7 alfiere del bianco · f5 re del bianco · d3 pedone del nero · d2 pedone del bianco · e2 re del nero · f2 pedone del nero | c7 pedone del bianco · f7 cavallo del nero · h7 alfiere del bianco · f5 re del bianco · d3 pedone del nero · d2 pedone del bianco · e2 re del nero · f2 pedone del nero | c7 pedone del bianco · f7 cavallo del nero · h7 alfiere del bianco · f5 re del bianco · d3 pedone del nero · d2 pedone del bianco · e2 re del nero · f2 pedone del nero | 6 |
| 5 | c7 pedone del bianco · f7 cavallo del nero · h7 alfiere del bianco · f5 re del bianco · d3 pedone del nero · d2 pedone del bianco · e2 re del nero · f2 pedone del nero | c7 pedone del bianco · f7 cavallo del nero · h7 alfiere del bianco · f5 re del bianco · d3 pedone del nero · d2 pedone del bianco · e2 re del nero · f2 pedone del nero | c7 pedone del bianco · f7 cavallo del nero · h7 alfiere del bianco · f5 re del bianco · d3 pedone del nero · d2 pedone del bianco · e2 re del nero · f2 pedone del nero | c7 pedone del bianco · f7 cavallo del nero · h7 alfiere del bianco · f5 re del bianco · d3 pedone del nero · d2 pedone del bianco · e2 re del nero · f2 pedone del nero | c7 pedone del bianco · f7 cavallo del nero · h7 alfiere del bianco · f5 re del bianco · d3 pedone del nero · d2 pedone del bianco · e2 re del nero · f2 pedone del nero | c7 pedone del bianco · f7 cavallo del nero · h7 alfiere del bianco · f5 re del bianco · d3 pedone del nero · d2 pedone del bianco · e2 re del nero · f2 pedone del nero | c7 pedone del bianco · f7 cavallo del nero · h7 alfiere del bianco · f5 re del bianco · d3 pedone del nero · d2 pedone del bianco · e2 re del nero · f2 pedone del nero | c7 pedone del bianco · f7 cavallo del nero · h7 alfiere del bianco · f5 re del bianco · d3 pedone del nero · d2 pedone del bianco · e2 re del nero · f2 pedone del nero | 5 |
| 4 | c7 pedone del bianco · f7 cavallo del nero · h7 alfiere del bianco · f5 re del bianco · d3 pedone del nero · d2 pedone del bianco · e2 re del nero · f2 pedone del nero | c7 pedone del bianco · f7 cavallo del nero · h7 alfiere del bianco · f5 re del bianco · d3 pedone del nero · d2 pedone del bianco · e2 re del nero · f2 pedone del nero | c7 pedone del bianco · f7 cavallo del nero · h7 alfiere del bianco · f5 re del bianco · d3 pedone del nero · d2 pedone del bianco · e2 re del nero · f2 pedone del nero | c7 pedone del bianco · f7 cavallo del nero · h7 alfiere del bianco · f5 re del bianco · d3 pedone del nero · d2 pedone del bianco · e2 re del nero · f2 pedone del nero | c7 pedone del bianco · f7 cavallo del nero · h7 alfiere del bianco · f5 re del bianco · d3 pedone del nero · d2 pedone del bianco · e2 re del nero · f2 pedone del nero | c7 pedone del bianco · f7 cavallo del nero · h7 alfiere del bianco · f5 re del bianco · d3 pedone del nero · d2 pedone del bianco · e2 re del nero · f2 pedone del nero | c7 pedone del bianco · f7 cavallo del nero · h7 alfiere del bianco · f5 re del bianco · d3 pedone del nero · d2 pedone del bianco · e2 re del nero · f2 pedone del nero | c7 pedone del bianco · f7 cavallo del nero · h7 alfiere del bianco · f5 re del bianco · d3 pedone del nero · d2 pedone del bianco · e2 re del nero · f2 pedone del nero | 4 |
| 3 | c7 pedone del bianco · f7 cavallo del nero · h7 alfiere del bianco · f5 re del bianco · d3 pedone del nero · d2 pedone del bianco · e2 re del nero · f2 pedone del nero | c7 pedone del bianco · f7 cavallo del nero · h7 alfiere del bianco · f5 re del bianco · d3 pedone del nero · d2 pedone del bianco · e2 re del nero · f2 pedone del nero | c7 pedone del bianco · f7 cavallo del nero · h7 alfiere del bianco · f5 re del bianco · d3 pedone del nero · d2 pedone del bianco · e2 re del nero · f2 pedone del nero | c7 pedone del bianco · f7 cavallo del nero · h7 alfiere del bianco · f5 re del bianco · d3 pedone del nero · d2 pedone del bianco · e2 re del nero · f2 pedone del nero | c7 pedone del bianco · f7 cavallo del nero · h7 alfiere del bianco · f5 re del bianco · d3 pedone del nero · d2 pedone del bianco · e2 re del nero · f2 pedone del nero | c7 pedone del bianco · f7 cavallo del nero · h7 alfiere del bianco · f5 re del bianco · d3 pedone del nero · d2 pedone del bianco · e2 re del nero · f2 pedone del nero | c7 pedone del bianco · f7 cavallo del nero · h7 alfiere del bianco · f5 re del bianco · d3 pedone del nero · d2 pedone del bianco · e2 re del nero · f2 pedone del nero | c7 pedone del bianco · f7 cavallo del nero · h7 alfiere del bianco · f5 re del bianco · d3 pedone del nero · d2 pedone del bianco · e2 re del nero · f2 pedone del nero | 3 |
| 2 | c7 pedone del bianco · f7 cavallo del nero · h7 alfiere del bianco · f5 re del bianco · d3 pedone del nero · d2 pedone del bianco · e2 re del nero · f2 pedone del nero | c7 pedone del bianco · f7 cavallo del nero · h7 alfiere del bianco · f5 re del bianco · d3 pedone del nero · d2 pedone del bianco · e2 re del nero · f2 pedone del nero | c7 pedone del bianco · f7 cavallo del nero · h7 alfiere del bianco · f5 re del bianco · d3 pedone del nero · d2 pedone del bianco · e2 re del nero · f2 pedone del nero | c7 pedone del bianco · f7 cavallo del nero · h7 alfiere del bianco · f5 re del bianco · d3 pedone del nero · d2 pedone del bianco · e2 re del nero · f2 pedone del nero | c7 pedone del bianco · f7 cavallo del nero · h7 alfiere del bianco · f5 re del bianco · d3 pedone del nero · d2 pedone del bianco · e2 re del nero · f2 pedone del nero | c7 pedone del bianco · f7 cavallo del nero · h7 alfiere del bianco · f5 re del bianco · d3 pedone del nero · d2 pedone del bianco · e2 re del nero · f2 pedone del nero | c7 pedone del bianco · f7 cavallo del nero · h7 alfiere del bianco · f5 re del bianco · d3 pedone del nero · d2 pedone del bianco · e2 re del nero · f2 pedone del nero | c7 pedone del bianco · f7 cavallo del nero · h7 alfiere del bianco · f5 re del bianco · d3 pedone del nero · d2 pedone del bianco · e2 re del nero · f2 pedone del nero | 2 |
| 1 | c7 pedone del bianco · f7 cavallo del nero · h7 alfiere del bianco · f5 re del bianco · d3 pedone del nero · d2 pedone del bianco · e2 re del nero · f2 pedone del nero | c7 pedone del bianco · f7 cavallo del nero · h7 alfiere del bianco · f5 re del bianco · d3 pedone del nero · d2 pedone del bianco · e2 re del nero · f2 pedone del nero | c7 pedone del bianco · f7 cavallo del nero · h7 alfiere del bianco · f5 re del bianco · d3 pedone del nero · d2 pedone del bianco · e2 re del nero · f2 pedone del nero | c7 pedone del bianco · f7 cavallo del nero · h7 alfiere del bianco · f5 re del bianco · d3 pedone del nero · d2 pedone del bianco · e2 re del nero · f2 pedone del nero | c7 pedone del bianco · f7 cavallo del nero · h7 alfiere del bianco · f5 re del bianco · d3 pedone del nero · d2 pedone del bianco · e2 re del nero · f2 pedone del nero | c7 pedone del bianco · f7 cavallo del nero · h7 alfiere del bianco · f5 re del bianco · d3 pedone del nero · d2 pedone del bianco · e2 re del nero · f2 pedone del nero | c7 pedone del bianco · f7 cavallo del nero · h7 alfiere del bianco · f5 re del bianco · d3 pedone del nero · d2 pedone del bianco · e2 re del nero · f2 pedone del nero | c7 pedone del bianco · f7 cavallo del nero · h7 alfiere del bianco · f5 re del bianco · d3 pedone del nero · d2 pedone del bianco · e2 re del nero · f2 pedone del nero | 1 |
|   | a | b | c | d | e | f | g | h |   |